# Finlandsparken

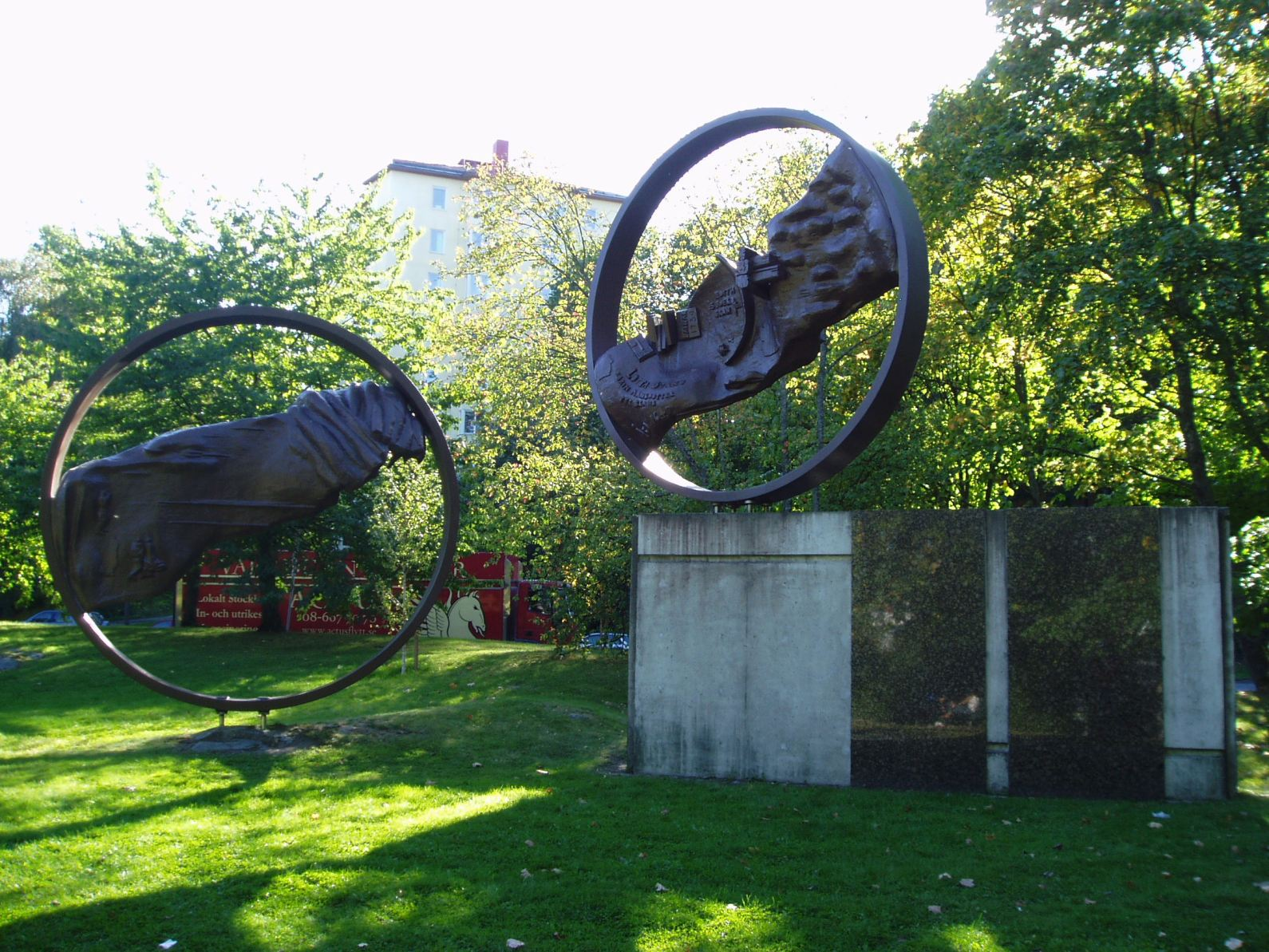
Finlandsmonumentet

Finlandsparken är en park i närheten av Värtahamnen i Stockholms kommun. I parken finns ett monument, Finlandsmonumentet, skapat av Gudrun Eduards. 